# Kaptols kurier

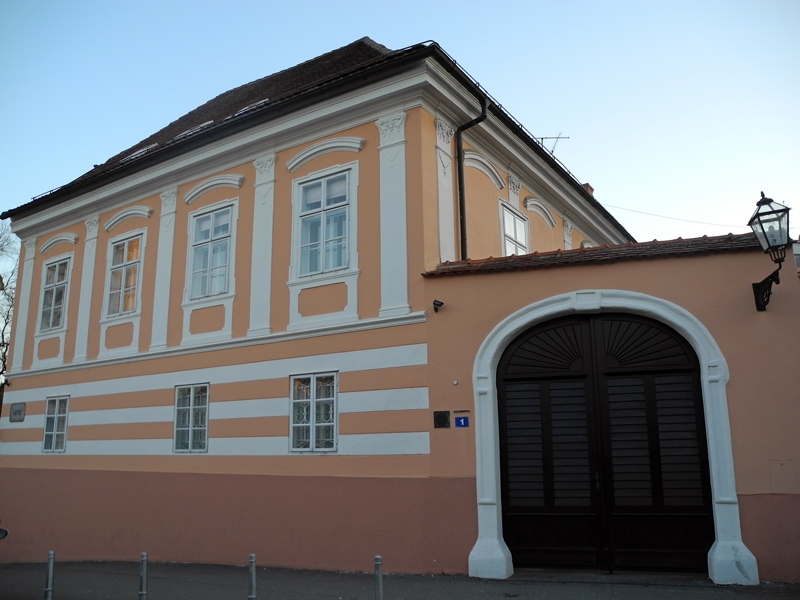
Kaptol 1, ursprungligen uppförd på 1600-talet, ombyggd på 1700-talet.

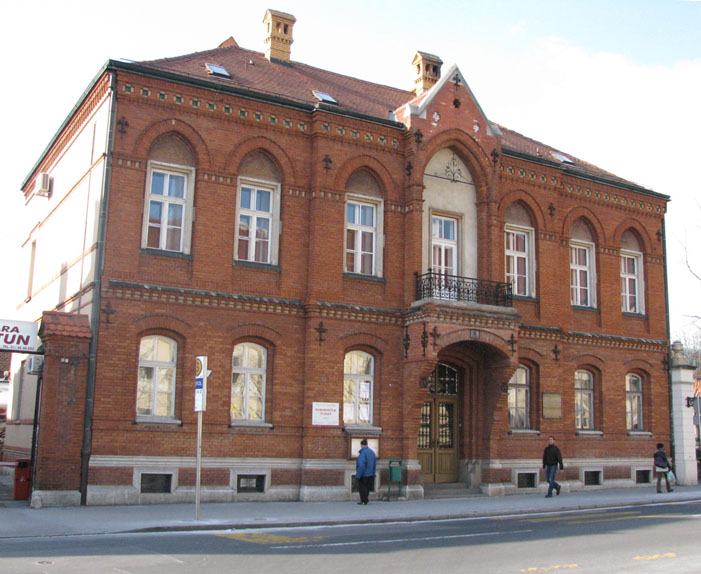
Kaptol 6 uppförd i nygotisk stil i slutet av 1800-talet.

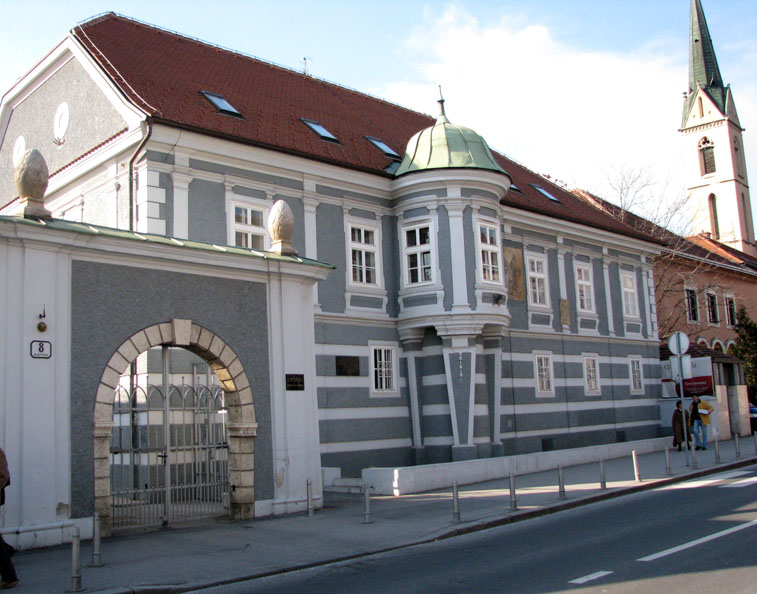
Kaptol 8 uppförd 1710 i barockstil, senare renoverad.

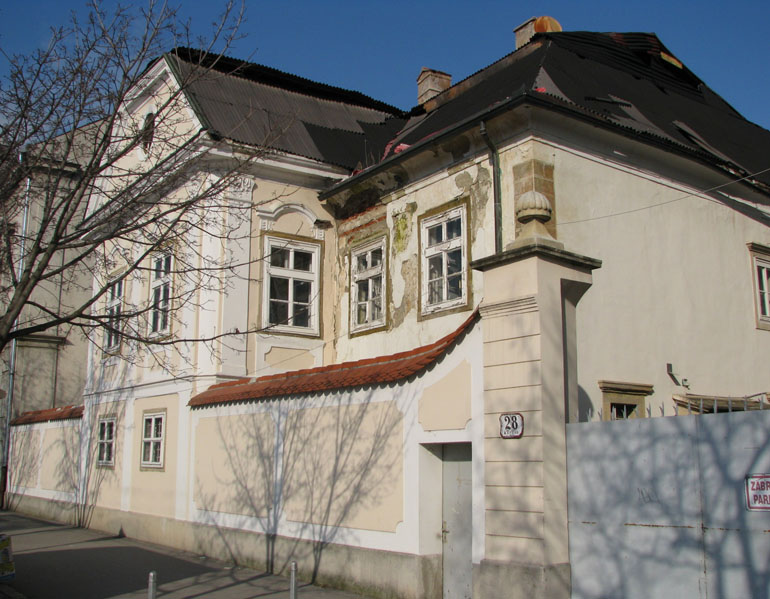
Kaptol 28, Znikas kuria uppförd 1689, tillbyggd 1706.

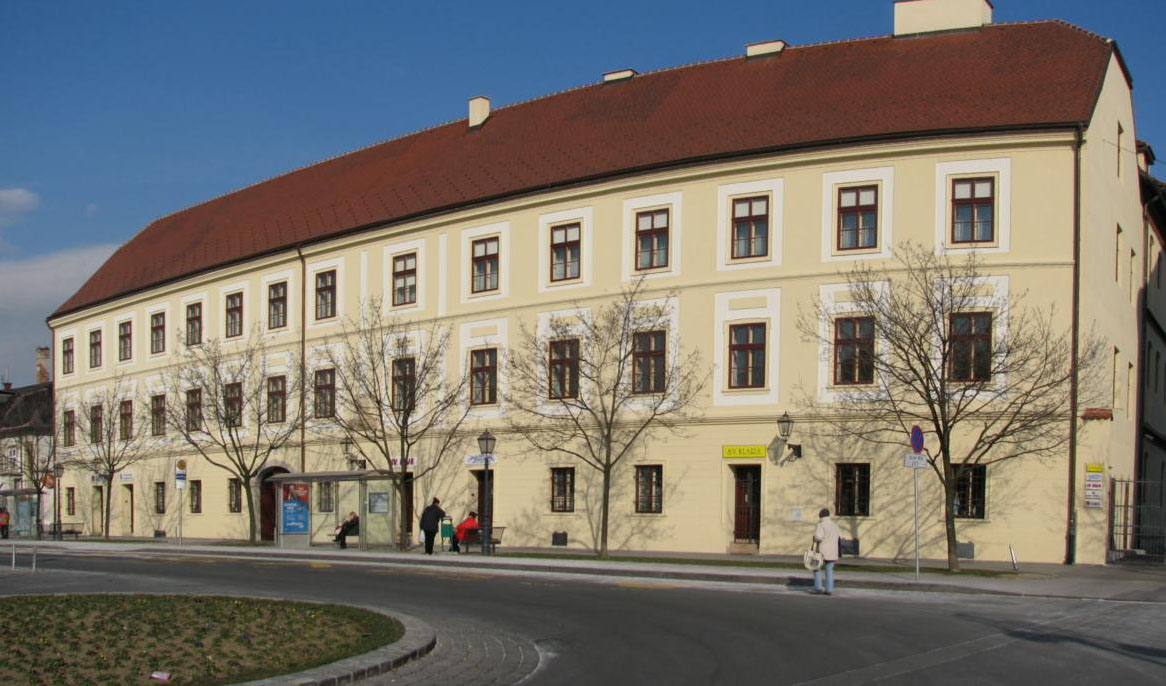
Kaptol 29, ärkebiskopens teologiska seminarium.

Kaptols kurier (kroatiska: Kaptolske kurije) är en serie av 25 byggnader längs med gatan Kaptol i stadsdelen Kaptol i Zagreb i Kroatien. De uppfördes och tillbyggdes från medeltiden fram till 1800-talet och tjänade som bostäder åt de romersk-katolska kanikerna i Kaptol. De uppfördes som högreståndsvillor med tillhörande trädgårdar och bakgårdar och anses ha ett kulturhistoriskt värde. De är av denna anledning kulturmärkta. Till de mer betydande byggnaderna räknas de bostäder i vilka framstående kaniker levde. Kurierna är företrädesvis uppförda i barockstil.

## Lista över Kaptols kurier och byggnader efter adress (urval)
- Kaptol 1: Ursprungligen uppförd i slutet av 1600-talet på uppdrag av kanikern Petar Puc. Ombyggd under 1700-talet.[1] Barockstil.
- Kaptol 2: Uppförd 1726.
- Kaptol 3: Dijenešević-Abants kuria uppfördes under 1600-talet med arkader. Fasaden i nyrenässans är från omkring 1870. Det sneda taket tillkom 1881 (efter den stora jordbävningen).[2]
- Kaptol 4: Strezojs kuria uppfördes 1627 och har en portal i senrenässans med Nikola Strezojs vapensköld.[3] Byggnaden renoverades vid sekelskiftet 1700/1800-talet.
- Kaptol 5: Jelušićs kuria uppfördes 1743 i barockstil. Ursprungliga detaljer i interiören såsom stuckaturer är bevarade.[4]
- Kaptol 6: Byggnaden uppfördes 1881 i nygotisk stil enligt ritningar av Hermann Bollé. Den kom att ersätta en äldre byggnad i barockstil som förstördes i jordbävningen 1880.[5] Fasaden är i rött tegel.
- Kaptol 7: Prostens kuria uppfördes ursprungligen 1543-1571 i sengotisk stil men har sedan uppförandet genomgått flera till- och ombyggnader. Under 1600-talet skedde en tillbyggnad och den målade fasaden föreställande romerska kolonner tillkom troligtvis efter branden 1706. Portalen i svart marmor från 1756 tillskrivs den italienska skulptören Francesco Robba.[6]
- Kaptol 8: Tomo Kovačevićs kuria uppfördes 1710 och tillbyggdes efter branden 1731. Barockstil.
- Kaptol 9: Sankt Franciskus kloster och kyrka, ursprungligen uppförd på 1200-talet. Nuvarande skepnad i nygotisk stil tillkom efter jordbävningen 1880.
- Kaptol 10: Leskovars kuria uppfördes i slutet av 1600-talet. En minnestavla vittnar om att byggnaden stod färdig 1712. Fasaden är från 1818.
- Kaptol 11: Uppförd 1751, senare renoverad.
- Kaptol 12: Ursprungligen uppförd 1674 i trä, senare riven. Nuvarande byggnad är från 1860. Uppförd enligt ritningar av arkitekten Janko Grahor på uppdrag av kanikern Franjo Gašparić.
- Kaptol 13: Mogorić-Levačićs kuria, uppförd i slutet av 1600-talet. Nuvarande utseende fick byggnaden efter branden 1731.
- Kaptol 14: Bedekovićs kuria, nuvarande utseende i barockstil från 1780. Byggnaden är uppkallad efter Kazimir Bedeković, rektor för det kroatiska kollegiet i Wien.
- Kaptol 15: Kurian uppfördes ursprungligen på 1500-talet och "vilade" då mot försvarsmuren. Nuvarande utseende är från 1730-talet. Byggnaden är en av de äldsta i Kaptol.
- Kaptol 15 A: Prišlintornet från början av 1500-talet utgör en del av Kaptols gamla försvarsverk. Nuvarande utseende härrör från ombyggnationerna på 1600- och 1700-talet.
- Kaptol 16: Grundskolan Miroslav Krleža.
- Kaptol 18: Matija Stoklas kuria, uppförd 1674-1687. Ett av Kaptols torn tillhörande det tidigare försvarsverket är integrerat i byggnaden.
- Kaptol 19: Ledinskis kuria uppfördes 1844 och ersatte en tidigare kuria från 1761 uppförd i trä.
- Kaptol 21: Guglers kuria uppfördes 1885 enligt ritningar av Hermann Bollé.
- Kaptol 22: Kurian i barockstil uppfördes strax efter branden 1731.
- Kaptol 24: Nyllas kuria uppfördes 1693-1712 på uppdrag av kanikern Emerik Nyllas. 1741 lät Ivan Hondrez bygga om den.
- Kaptol 26: Magdalenićs kuria uppfördes i slutet av 1400-talet och tillbyggdes på 1700-talet. En omfattande renovering ägde rum 1881.
- Kaptol 27/1 och 27/2: Lektorns kuria omnämns på 1400-talet. Den om- och tillbyggdes 1650, 1673-1677 och 1859-1861.
- Kaptol 28: Znikas kuria, Ivan Znikas kuria uppfördes 1689 på platsen för en äldre kuria i trä. Den tillbyggdes efter branden 1706.
- Kaptol 29: Ärkebiskopens teologiska palats omnämns på 1500-talet. Tillbyggd under 1700-talet. Efter jordbävningen 1880 återuppbyggd efter ritningar av Hermann Bollé.
- Kaptol 31: Zagrebs katedral och Ärkebiskopens palats.

### Fotnoter
1. ↑  Zagrebs stadsinstitut för skydd av kulturminnen och natur Arkiverad 12 augusti 2014 hämtat från the Wayback Machine. (kroatiska)
2. ↑  Zagrebs stadsinstitut för skydd av kulturminnen och natur Arkiverad 12 augusti 2014 hämtat från the Wayback Machine. (kroatiska)
3. ↑  Zagrebs stadsinstitut för skydd av kulturminnen och natur Arkiverad 12 augusti 2014 hämtat från the Wayback Machine. (kroatiska)
4. ↑  Zagrebs stadsinstitut för skydd av kulturminnen och natur Arkiverad 12 augusti 2014 hämtat från the Wayback Machine. (kroatiska)
5. ↑  Zagrebs stadsinstitut för skydd av kulturminnen och natur Arkiverad 12 augusti 2014 hämtat från the Wayback Machine. (kroatiska)
6. ↑  Zagrebs stadsinstitut för skydd av kulturminnen och natur Arkiverad 12 augusti 2014 hämtat från the Wayback Machine. (kroatiska)